# ヤスペル・ストゥイヴェン
ヤスペル・ストゥイヴェン（Jasper Stuyven、1992年4月17日 - ）は、ベルギー、ルーヴェン出身の自転車競技（ロードレース）選手。ヤスパー・ストゥイヴェン、ジャスパー・ストゥイヴェンとも表記された。

## 経歴
2014年からトレック・ファクトリー・レーシング（現トレック・セガフレード）に所属。主に北のクラシックと呼ばれる石畳のレースを得意とする。チームのエースやサブエースを担うことが多く、クールネ〜ブリュッセル〜クールネやオムロープ・ヘット・ニウスブラットといった主要なレースで勝利している。
スプリント力も比較的高く、2015年のブエルタ・ア・エスパーニャ第8ステージでは山岳を越えた後の集団スプリントを制してステージ優勝を手にしている。また、2018年にはGPジェフ・シェーレンではスプリンターのヨナス・ヴァンヘネヒテンやティモシー・デュポンをスプリントで下し優勝している。
2016年と2017年にはジャパンカップ参戦のために来日しており、2017年には6位でゴールした。

## 主な戦歴

### 2009年
- 世界選手権ジュニア 優勝(ロードレース)

### 2010年
- パリ〜ルーベジュニア 優勝

### 2011年
- パリ〜ルーベU23 2位

### 2012年
- ボルタ・アオ・アレンテージョ　 総合優勝、 ポイント賞、 ヤングライダー賞、区間優勝　（第2ステージ）
- ツアー・デ・ビューチェ　区間優勝（第1ステージ）
- フロット・プライス・ジェフ・シェーレン 3位

### 2015年
- ブエルタ・ア・エスパーニャ 区間1勝(第8ステージ)

### 2016年
- クールネ〜ブリュッセル〜クールネ　優勝
- ツール・ド・フランス　 敢闘賞（第2ステージ）

### 2017年
- ビンクバンク・ツアー　総合3位（第7ステージ優勝）

### 2018年
- ビンクバンク・ツアー　区間優勝（第4ステージ）
- グランプリ・シクリスト・ド・ケベック 3位
- グランプリ・ド・ワロニー　優勝
- フロット・プライス・ジェフ・シェーレン 優勝

### 2019年
- ドイツ・ツアー　 総合優勝

### 2020年
- オムロープ・ヘット・ニウスブラット 優勝

### 2021年
- ミラノ〜サンレモ 優勝

### 2022年
- ヘント〜ウェヴェルヘム 4位
- パリ〜ルーベ 7位